# Trixoscelis nitidiventris
Trixoscelis nitidiventris är en tvåvingeart som beskrevs av Axel Leonard Melander 1952. Trixoscelis nitidiventris ingår i släktet Trixoscelis och familjen myllflugor.
Artens utbredningsområde är Kalifornien. Inga underarter finns listade i Catalogue of Life.